# Вальдек-Пирмонтский, Максимилиан
Максимилиан Вильгельм Густав Герман «Макс», принц Вальдек-Пирмонтский (нем. Maximilian Wilhelm Gustav Hermann «Max» Prinz zu Waldeck und Pyrmont; 13 сентября 1898, Бад-Арользен — 23 февраля 1981, Бад-Арользен) — немецкий офицер, оберст вермахта (1 марта 1943). Кавалер Немецкого креста в золоте.

## Биография
Второй сын князя Фридриха Вальдек-Пирмонтского и принцессы Батильды цу Шаумбург-Липпе. Младший брат наследного принца Йозиаса Вальдек-Пирмонтского.
Участник Первой мировой войны. С 15 октября 1935 года — командир 12-го танково-разведывательного, с 28 августа 1939 года — 611-го противотанкового дивизиона. С 1 марта 1943 по 25 сентября 1944 года — 2-й офицер Генштаба в штабе генерал-инспектора бронетанковых войск генерал-полковника Хайнца Гудериана. Одновременно в октябре 1943 года командовал танковой бригадой «Норвегия». С 5 сентября 1944 года — командир 1-го, с 25 сентября 1944 года — 23-го танкового полка. 10 января 1945 года вернулся на службу в штаб генерал-инспектора бронетанковых войск как офицер для особых поручений.

## Семья
Женился 12 сентября 1929 года в Киле. Жена — графиня Густава фон Платтерн-Галлермунд (7 декабря 1899, Зеберг — 27 октября 1986, Бад-Арользен). В браке родились 4 детей:
- Мария Луиза Батильда Эльфрида Ольга (3 ноября 1930 — 12 декабря 2024), с 1951 замужем за Альбрехтом Кастель-Кастель (1925—2016). У супругов родилось 8 детей
- Фридрих Карл Георг Виктор (21 августа 1933 — 25 июня 2018), женат с 1959 года на Ингеборге Лоре Адельхайд фон Бьела (1932—2018). У них родились 3 дочери.
- Георг Виктор Людвиг Адольф (род. 11 июля 1936), женат с 1963 года на Маргрет фон Клитцинг (род. 1938). У супругов родилось 4 детей.
- Елена-София Ингеборг Маргарита Элизабет Густава (27 октября 1943 — 20 июня 2011), замужем с 1974 года за бароном Михаэлем фон Форстнером (род. 1946), Супруги развелись в 1975 году. У них родился один сын.

## Награды
- Железный крест 2-го класса
- Почетный крест ветерана войны с мечами
- Медаль «За выслугу лет в вермахте» 4-го класса (4 года)
- Пряжка к Железному кресту 2-го класса (24 сентября 1939)
- Железный крест 1-го класса (23 июня 1940)
- Нагрудный знак «За ранение» в серебре (11 сентября 1942)
- Медаль «За зимнюю кампанию на Востоке 1941/42» (11 ноября 1942)
- Немецкий крест в золоте (8 мая 1943)